# Federazione Italiana Giochi Tattici
La Federazione Italiana Giochi Tattici (F.I.G.T. - A.S.N.W.G.), già Associazione Sportiva Nazionale War Games (A.S.N.W.G.), è un organismo nazionale dedicato alla promozione ed alla diffusione del softair, fondata nel 1993 a Roma e conta in Italia 16 comitati regionali, 350 associazioni affiliate ed oltre 8000 atleti tesserati.
L’attuale presidente è Paolo Pozzoli.

## Storia
L’A.S.N.W.G. nasce nel 1993 con lo scopo di creare un organismo nazionale che curasse la promozione e divulgazione del softair, che ne coordinasse l’attività, che si occupasse di stabilire i contatti con le istituzioni, che ne curasse l’immagine, che tutelasse gli interessi sportivi delle associazioni affiliate .
L’A.S.N.W.G. si è battuta per molto tempo per avere un riconoscimento diretto come disciplina sportiva associata al CONI.
Nel 2011, l’allora Ministro della Gioventù Giorgia Meloni, concede il patrocinio alle finali del Campionato nazionale softair.
Nel 2017 la F.I.G.T. istituisce il settore Game Tactical Dog, dall’unione di due discipline sportive internazionali il softair e l’addestramento cinofilo per Utilità e Difesa.

## Cronologia
- 1993: A.S.N.W.G. nasce come organismo nazionale dedicato alla promozione del softair
- 1996: primo Campionato italiano itinerante di softair
- 1997: nascono i primi comitati regionali e interregionali
- 1997: organizzazione delle prime seminali e finali nazionali di softair
- 2011: il Ministero della Gioventù patrocina la finale del Campionato nazionale 2010/11
- 2012: nasce il settore arbitrale nazionale
- 2013: da Associazione nazionale a Federazione, si costituisce F.I.G.T. con l’apertura al settore giovanile dai 13 ai 17 anni
- 2016: dall’iniziativa spontanea di alcuni soci nasce un nuovo circuito agonistico dedicato alle 24/36ore, il circuito si chiama Italian Shake
- 2017: Nasce il settore Game Tactical Dog, dall’unione di due discipline sportive internazionali il softair e l’addestramento cinofilo per utilità e difesa

## Campionato nazionale e Grande caccia
L´attività softeristica in Italia si divide principalmente in due grossi settori: quello agonistico e quello non agonistico.
Numerose sono le manifestazioni organizzate durante tutti i mesi dell’anno, mentre unico è il Campionato nazionale di softair, organizzato da F.I.G.T. - A.S.N.W.G. che si svolge nell´arco di un biennio e coinvolge contemporaneamente 15 regioni con un unico regolamento di gioco, passando da una fase pre-eliminatoria organizzata nei Campionati regionali, per poi sfociare nella fase finale con semifinali e finali nazionali, alla quale partecipano le migliori associazioni classificate in regione. 
Per l´attività non agonistica la Federazione tramite le associazioni presenti nei comitati regionali con il progetto Grande caccia, organizza delle simulazioni non competitive (SNC), manifestazioni dove due o più fazioni si affrontano tra loro per l´occupazione di porzioni di terreno o obiettivi, in base agli ordini di missione ricevuti. In queste manifestazioni ogni giocatore partecipante è arbitro e responsabile di se stesso.

## Settore arbitrale
Per elevare e garantire il regolare svolgimento ed il rispetto delle regole di gioco nelle manifestazioni agonistiche, F.I.G.T.- A.S.N.W.G. dal 2012 ha strutturato e organizzato in ogni comitato regionale un settore arbitrale al quale è affidata la regolarità tecnica e sportiva delle manifestazioni regionali e interregionali, nel rispetto delle regole disciplinari vigenti ed in osservanza dei principi di lealtà, sportività, terzietà ed indipendenza di giudizio.